# 財徳健治
財徳 健治（ざいとく けんじ、1948年 - ）は広島県出身のスポーツライター。主にサッカーを中心に取材している。

## 人物
慶応義塾大学卒。慶應義塾大学ソッカー部の選手として全日本大学サッカー選手権大会に優勝した実績を持つ。
卒業後に中日新聞東京本社に入社。同社が関東地方を中心に発行する東京新聞において、スポーツ記事を執筆し、その傍らでサッカーに関する著書（代表作・「サッカーアンソロジー」など）を発表。また東京新聞ではその後運動部長、特別報道部長などを歴任し退職。